# Stokesosauridae
Stokesosauridae („Stokesovi ještěři“) byla čeleď vývojově primitivních tyranosauroidních (teropodních dinosaurů), kteří žili na území Severní Ameriky, Evropy a Asie v období svrchní jury až spodní křídy (asi před 150 až 130 miliony let). Čeleď nese jméno typového druhu Stokesosaurus clevelandi, který byl popsán roku 1970 a pojmenován podle utažského geologa Williama Lee Stokese. Formálně byl tento klad stanoven v březnu roku 2020.

## Popis
Stokesosauridi byli menší až středně velcí teropodi, představující predátory, lovící menší až středně velké obratlovce ve svých ekosystémech. Byli pouze vzdáleně příbuzní obřím tyranosauridům (včetně druhu Tyrannosaurus rex) z období pozdní křídy.

## Zástupci
- †Aviatyrannis?
- †Eotyrannus?[4]
- †Jinbeisaurus[5]
- †Juratyrant
- †Suskityrannus
- †Stokesosaurus
- †Tanycolagreus?